# Simplexvirus
Simplexvirus es un género de virus del orden Herpesvirales, de la familia Herpesviridae, de la subfamilia Alphaherpesvirinae. Los seres humanos y los mamíferos son sus huéspedes naturales. Las enfermedades asociadas a este género incluyen vesículas cutáneas o úlceras mucosas, y en raras ocasiones encefalitis y meningitis.

## Especies
Las siguientes 17 especies están asignadas al género en ICTV 2022:
- Simplexvirus atelinealpha1
- Simplexvirus bovinealpha2
- Simplexvirus cercopithecinealpha2
- Simplexvirus humanalpha1
  - Virus del herpes humano tipo 1 ( VHH-1, HuAHV1); virus del herpes simple tipo 1 (VHS-1)
- Simplexvirus humanalpha2
  - Virus del herpes humano tipo 2 ( VHS-2); Virus del herpes simple tipo 2 (VHS-2)
- Simplexvirus leporidalpha4
- Simplexvirus macacinealpha1
- Simplexvirus macacinealpha2
- Simplexvirus macacinealpha3
- Simplexvirus macropodidalpha1
- Simplexvirus macropodidalpha2
- Simplexvirus macropodidalpha4
- Simplexvirus paninealpha3
- Simplexvirus papiinealpha2
- Simplexvirus pteropodidalpha1
- Simplexvirus pteropodidalpha2
- Simplexvirus saimiriinealpha1

## Estructura
Los virus del género Simplexvirus están envueltos, tienen geometrías icosaédricas, esféricas a pleomórficas y redondas, y simetría T=16. El diámetro es de aproximadamente 150-200 nm. Los genomas son lineales y no segmentados, con una longitud de aproximadamente 152 kb.
| Género       | Estructura           | Simetría | Cápside  | Disposición genómica | Segmentación genómica |
| ------------ | -------------------- | -------- | -------- | -------------------- | --------------------- |
| Simplexvirus | Pleomórfico esférico | T=16     | Envuelto | Lineal               | Monopartito           |

## Ciclo vital
La replicación viral es nuclear y lisogénica. La entrada en la célula huésped se logra mediante la unión de las proteínas virales gB, gC, gD y gH a los receptores del huésped, lo que media la endocitosis. La replicación sigue el modelo de replicación bidireccional del ADN bicatenario. La transcripción se realiza mediante una plantilla de ADN, con algún mecanismo de empalme alternativo. La traducción se lleva a cabo mediante escaneo permeable. El virus sale de la célula huésped mediante salida nuclear, gemación y transporte viral hacia el exterior a través de microtúbulos. Los seres humanos y los mamíferos son los huéspedes naturales. Las vías de transmisión son sexual, por contacto y por saliva.
| Género       | Detalles del anfitrión | tropismo tisular | Detalles de la entrada           | Detalles del lanzamiento | Sitio de replicación | Lugar de montaje | Transmisión |
| ------------ | ---------------------- | ---------------- | -------------------------------- | ------------------------ | -------------------- | ---------------- | ----------- |
| Simplexvirus | Humanos; mamíferos     | mucosa epitelial | Endocitosis del receptor celular | En ciernes               | Núcleo               | Núcleo           | Saliva      |